# Абдумуминов, Джахонгир
Джахогир Абдумуминов (узб. Jahongir Abdumo'minov; род. 9 февраля 1993, Мубарек, Кашкадарьинская область) — узбекский футболист, нападающий.
Джахонгир Абдумуминов начал свою профессиональную карьеру в 2010 году в составе мубарекского «Машала». В составе «газовиков», он выступал до конца 2014 года и за это время сыграл в 46 матчах и забил 4 гола. В начале 2015 года переехал в «Алмалык». Также Джахонгир Абдумуминов в 2011 и 2012 годах был членом юношеской и молодёжной сборной Узбекистана соответственно.